# Julian Edelman
Julian Francis Edelman (Redwood City, 22 maggio 1986) è un ex giocatore di football americano statunitense che ha militato nel ruolo di wide receiver nella National Football League (NFL).
Fu scelto nel corso del settimo giro (232º assoluto) del Draft NFL 2009 dai Patriots. Al college ha giocato a football coi Kent State Golden Flashes.

## Carriera professionistica

### New England Patriots

#### Stagione 2009
Edelman fu scelto nel corso del settimo giro del draft 2009 dai New England Patriots. Debuttò partendo come titolare nella settimana 2 al posto di Wes Welker contro i New York Jets, guidando la sua squadra con 8 ricezioni per 98 yard. Edelman si ruppe il braccio nella vittoria 59-0 sui Tennessee Titans. Al momento dell'infortunio stava guidando tutti i rookie con 21 ricezioni. Tornò nella settimana 10 contro gli Indianapolis Colts, dove segnò il suo primo touchdown su un passaggio da 9 yard di Tom Brady. La sua stagione regolare terminò con 37 ricezioni per 359 yards e un touchdown.
Nel primo turno dei playoff contro i Baltimore Ravens, Edelman ricevette 6 passaggi per 44 yard, segnando entrambi i touchdown nella sconfitta dei Patriots. Edelman divenne il primo rookie a segnare due touchdown su ricezione in una gara di playoff dai tempi di David Sloan dei Detroit Lions nel 1995-96.

#### Stagione 2010
Nel 2010, Edelman vide ridursi in minuti in campo. Giocò principalmente come kick returner e segnò un touchdown su ritorno di punt nella settimana 17 contro i Miami Dolphins da 94 yard, il più lungo della storia della franchigia. Le sue 15,4 medie per ritorno di punt furono il secondo miglior risultato della lega dietro Devin Hester.

#### Stagione 2011

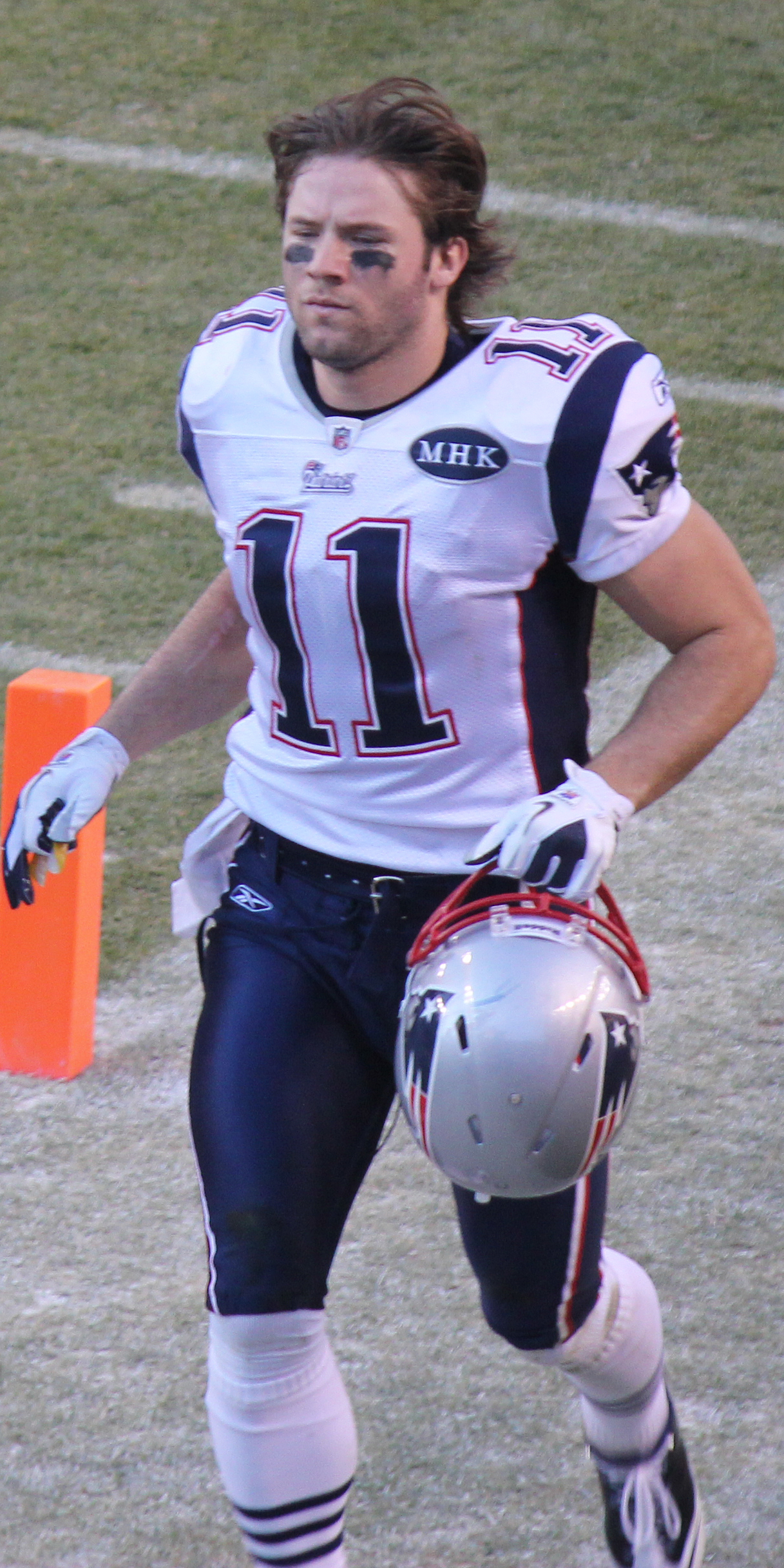
Edelman nel 2011

Nel 2011, Edelman continuò a giocare principalmente come ritornatore, anche se nella settimana 10 fu costretto a giocare anche come defensive back in difesa a causa degli infortuni. Il suo primo tackle lo mise a segno su LaDainian Tomlinson, in un'azione in cui l'avversario si ruppe il legamento mediale collaterale. La settimana successiva ritornò un punt per 75 yard in touchdown contro i Kansas City Chiefs, venendo premiato come giocatore degli special team della AFC della settimana.
Nella finale della AFC contro i Ravens, Edelman giocò sia come ricevitore che in difesa, forzando un fumble che contribuì a far avanzare i Patriots fino al Super Bowl XLVI, perso contro i New York Giants.

#### Stagione 2012
Nel 2012, Edelman tornò nuovamente a giocare maggiormente anche come ricevitore, partendo anche come titolare nella settimana 2 al posto di Wes Welker. Nella settimana 11 contro i Colts ricevette 5 passaggi per 58 yard, corse una volta per 47 yard e segnò un altro touchdown su ritorno di punt. Nella settimana successiva segnò altri due touchdown contro i Jets tutti nel secondo quarto, in cui i Patriots segnarono un record di 35 punti. Il 2 dicembre contro i Dolphins, Edelman si ruppe un piede, concludendo la sua stagione regolare.

#### Stagione 2013
Con la partenza di Welker per i Denver Broncos e la presenza di molti ricevitori inesperti, Edelman all'inizio della stagione 2013 vide ancora incrementare la sua importanza nell'attacco dei Patriots. Nella vittoria della settimana 1 contro i Buffalo Bills segnò entrambi i touchdown della sua squadra. Nella vittoria della domenica successiva sui Jets, Julian stabilì un nuovo primato in carriera con 13 ricezioni. Nella settimana 12 fu decisivo nel permettere ai Patriots di rimontare uno svantaggio di 24-0 coi Broncos e di vincere ai supplementari, grazie a 110 yard ricevute e 2 touchdown. Il quinto touchdown della stagione lo segnò in un'altra spettacolare rimonta di New England sui Browns nella settimana 14. La stagione di Edelman terminò al quarto posto nella NFL con 105 ricezioni, stabilendo anche i nuovi primati personali per yard ricevute (1.056) e touchdown su ricezione (6).
Nella finale della AFC, i Patriots furono battuti dai Broncos, in una gara in cui Edelman segnò l'unico touchdown su ricezione della sua squadra.

#### Stagione 2014

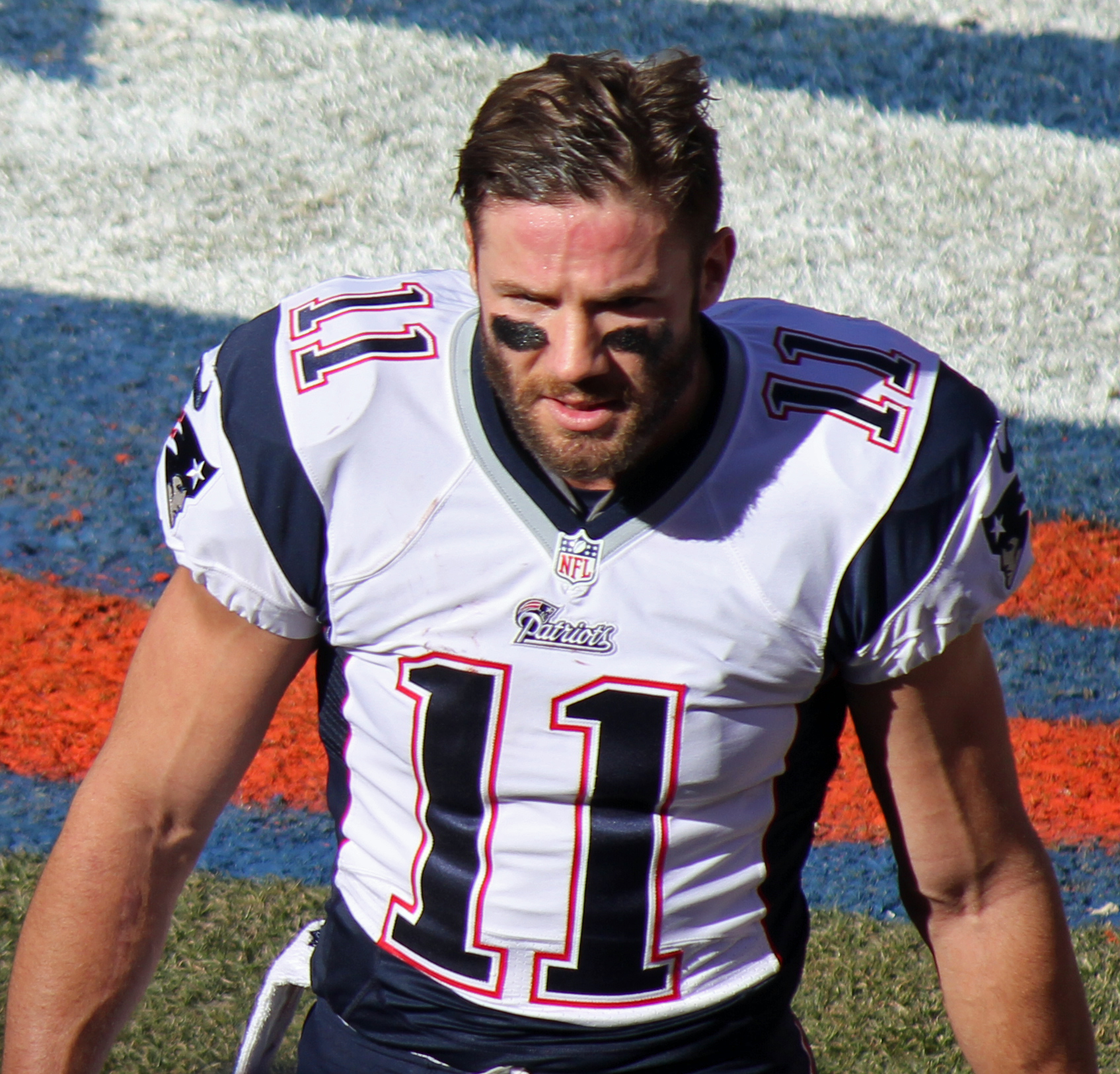
Edelman nel 2014

Il 15 marzo 2014, Edelman firmò un rinnovo contrattuale coi Patriots. Il primo touchdown stagionale lo segnò nella vittoria della settimana 2 in casa dei Vikings. Nella settimana 9 sui Broncos stabilì un nuovo record di franchigia ritornando il suo quarto punt in touchdown e venendo premiato come miglior giocatore degli special team della AFC della settimana. Nella stessa gara ricevette anche 89 yard e il secondo TD su ricezione stagionale, contribuendo alla vittoria casalinga. Nel quattordicesimo turno in trasferta a San Diego ricevette da Brady il touchdown da 69 yard della vittoria a metà del quarto periodo di gioco, in una gara che chiuse con 8 ricezioni per un massimo stagionale di 141 yard. Sette giorni dopo segnò il suo quarto TD nel netto 41-13 sui Dolphins, coi Pats che si aggiudicarono il sesto titolo di division consecutivo con due turni di anticipo. Con la squadra già sicura del primo posto nel tabellone della AFC, Edelman fu tenuto a riposo nell'ultimo turno, chiudendo la stagione regolare con 92 ricezioni (primo della squadra) per 972 yard (secondo) e 4 touchdown, venendo inserito al 91º posto nella NFL Top 100, la classifica dei migliori cento giocatori della stagione.
Il 10 gennaio 2015, nel divisional round dei playoff, Edelman, memore dei giorni come quarterback al college, tentò il primo passaggio in carriera che si rivelò un touchdown da 51 yard per Danny Amendola, contribuendo alla vittoria dei Patriots sui Ravens per 35-31, malgrado l'essersi trovati in svantaggio di 14 punti in due diversi momenti della partita, avanzando alla finale della AFC. Il 2 febbraio 2015, contro i Seattle Seahawks, vinse il suo primo Super Bowl (il XLIX), in cui realizzò il touchdown del definitivo 28-24.

#### Stagione 2015
Le prime due marcature del 2015, Edelman le segnò nella vittoria esterna del secondo turno contro i Bills. Il 15 novembre contro i New York Giants subì un infortunio al quinto metatarso del piede sinistro che richiese un intervento chirurgico il giorno successivo e che gli fece perdere tutto il resto della stagione regolare, chiusa con 61 ricezioni per 692 yard e 7 touchdown, un nuovo primato personale.

#### Stagione 2016
Nell'ultima gara della stagione regolare 2016, Edelman fu premiato come giocatore offensivo della AFC della settimana dopo avere fatto registrare 8 ricezioni per 151 yard, incluso un touchdown da 77 yard nella vittoria per 35-14 sui Miami Dolphins che diede ai Patriots il miglior record della NFL. La sua stagione regolare si chiuse guidando la squadra con 98 ricezioni per 1 106 yard, un nuovo primato personale, oltre a 3 touchdown. Nei playoff, Edelman andò a segno nella finale della AFC vinta contro Pittsburgh che qualificò i Patriots per il Super Bowl LI. Nella finalissima si laureò per la seconda volta campione NFL battendo gli Atlanta Falcons con il punteggio di 34-28 ai supplementari, contribuendo ala rimonta dei Patriots (in svantaggio di 25 punti nel finale del terzo quarto) con una ricezione fondamentale nell'ultimo periodo di gioco.

#### Stagione 2017
Il 25 agosto 2017, nella terza gara di pre-stagione contro i Detroit Lions, Edelman si ruppe il legamento crociato anteriore, venendo costretto a saltare l'intera annata.

#### Stagione 2018: MVP del Super Bowl
Il 7 giugno 2018 Edelman fu sospeso dalla lega per quattro partite per uso di sostanze dopanti. Tornò in campo il 2 ottobre e concluse la stagione regolare con 74 ricezioni per 850 yard e 6 touchdown. I Patriots invece vinsero ancora una volta la propria division con un record di 11-5.
Nel divisional round contro i Los Angeles Chargers, Edelman ricevette 9 passaggi per 151 yard nella vittoria per 41-28, salendo al secondo posti di tutti i tempi per ricezioni in carriera nei playoff. Nella finale della AFC ricevette 7 passaggi per 96 yard nella vittoria ai supplementari contro i Kansas City Chiefs, divenendo il secondo giocatore della storia a ricevere 100 passaggi in carriera nei playoff dopo Jerry Rice. Il 3 febbraio 2019 Edelman fu premiato come MVP del Super Bowl dopo avere ricevuto 10 passaggi per 141 yard nella vittoria per 13-3 sui Los Angeles Rams.

#### Stagione 2020
Nel secondo turno della stagione 2020 Edelman ricevette 8 passaggi per 179 yard dal nuovo quarterback Cam Newton ma i Patriots furono sconfitti dai Seahawks.
Il 12 aprile 2021 Edelman fu svincolato dai Patriots, annunciando il proprio ritiro lo stesso giorno.

## Palmarès

### Franchigia
- Super Bowl : 3

New England Patriots: XLIX, LI, LIII
- American Football Conference Championship: 5

New England Patriots: 2011, 2014, 2016, 2017, 2018

### Individuale
- MVP del Super Bowl: 1

2018
- Giocatore offensivo della AFC della settimana: 1

17ª del 2016
- New England Patriots Hall of Fame